# Плаксин, Василий Тимофеевич
Василий Тимофеевич Плаксин (7 [18] апреля 1795, Рязанская губерния, Российская империя — 6 [18] февраля 1869, Санкт-Петербург, Российская империя) — русский писатель

, историк литературы, литературный критик и педагог; статский советник

## Биография
Василий Тимофеевич Плаксин родился 7 (18) апреля 1795 года в Спасском уезде Рязанской губернии в семье священника. Вырос в доме своего деда, также сельского священника, он затем поступил в Рязанскую духовную семинарию, подвергшуюся при нём «благим реформам», совершенным преосвященным Феофилактом; окончив здесь курс в 1816 году, он в 1817 году поступил в Главный педагогический институт, в 1819 году переименованный в Санкт-Петербургский университет, казеннокоштным студентом, но в 1822 году (22-го августа), был «по неблагонадежности к учительскому званию», в числе пяти других, исключен из университета попечителем Руничем.
23 сентября 1823 года Плаксин был принят в Департамент народного просвещения Российской империи канцеляристом. Получив в 1826 году права кандидата с утверждением в 10-м классе, он с августа 1827 года начал свою преподавательскую деятельность, сперва в Морском кадетском корпусе (до 1836 и вторично с 1849 по 1854 год), куда поступил по приглашению И. Ф. Крузенштерна и где читал лекции по русской словесности и по истории русской литературы в гардемаринских и офицерских классах, затем — в офицерских и верхних юнкерских классах Артиллерийского училища (с 1828 до 1847), в верхних классах Второго кадетского корпуса (с 1829 до 1832 год), в Технологическом Институте (с 1831 по 1838 год), в Императорской Академии художеств (с 1830 по 1839 год) в Школе гвардейских подпрапорщиков и кавалерийских юнкеров (с 1830 до 1839 и с 1855 по 1860 год), в Николаевском инженерном училище (с 1837 по 1864 год), в Училище торгового мореплавания (с 1846 по 1849 год) и, наконец, в разных пансионах и в частных домах с 1826 до 1861 года.
2 марта 1835 года В. Т. Плаксин поступил преподавателем в Первый кадетский корпус, где был 26 января 1836 года был назначен наставником-наблюдателем русской словесности и где прослужил более 29 лет (до реформы 1864 года), а затем еще 2 года работал в преобразованной из Корпуса Первой Военной Гимназии; вся же служба его в качестве преподавателя русской словесности продолжалась более сорока лет.
В 1865 году, уже 69 лет от роду, Плаксин, начал писать свои мемуары, но они были утрачены по вине безграмотного слуги; только небольшой отрывок из них появился в «Русской старине» в 1880 году под заглавием «Император Николай Павлович».
На вечерах у Плаксина нередко собирались многие литераторы, многочисленные ученики и ученые, например, В. Я. Буняковский, И. И. Срезневский, П. С. Савельев, М. П. Погодин и другие.
27 февраля 1866 года Плаксин вышел в отставку с чином статского советника.
Василий Тимофеевич Плаксин умер 6 февраля 1869 года в городе Санкт-Петербурге и был похоронен на Смоленском православном кладбище.
В начале XX века в статье российского литературоведа Б. Л. Модзалевского помещённой на страницах Русского биографического словаря под редакцией А. А. Половцова была дана следующая оценка педагогической деятельности Плаксина: «Весьма опытный и горячо преданный своему делу преподаватель, он, особенно в ранние годы службы, был всегда любим своими учениками, навсегда сохранявшими о нем наилучшие воспоминания; он умел заинтересовать учеников своим предметом, строго преследовал так называемую "долбню", обращал особенное внимание на ученические сочинения, по поводу которых часто устраивал в классах диспуты учеников».
Плаксин является автором ряда учебников и пособий, опубликовал в периодической печати множество своих статей, некоторые его труды были изданы отдельно, также он принимал участие в написании  в «Энциклопедического Лексикона» А. А. Плюшара.
Его сын Вадим (21.10.1832 — 29.09.1908) избрал военную карьеру, был начальником 32-й пехотной дивизии, а затем (с 1901 года до выхода в отставку в 1906 году) членом Александровского комитета о раненых, дослужился до генерала от инфантерии (6.12.1901) и имел орден Святого Александра Невского (6.12.1904).